# Gençanaïre
 (mai 2018).
Si vous disposez d'ouvrages ou d'articles de référence ou si vous connaissez des sites web de qualité traitant du thème abordé ici, merci de compléter l'article en donnant les références utiles à sa vérifiabilité et en les liant à la section « Notes et références ».

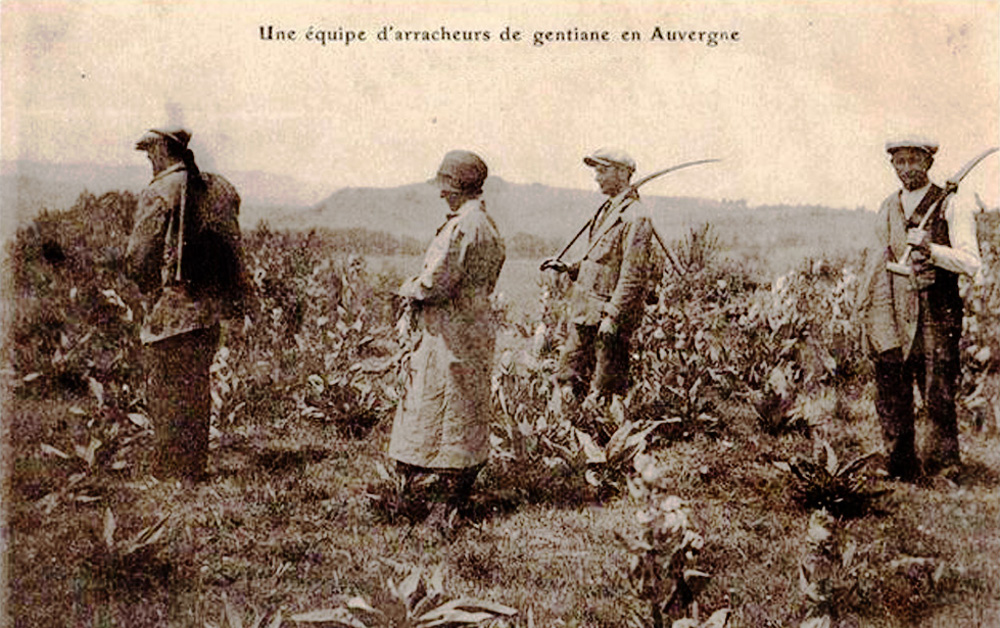
Gençanaïres dans le Velay avec leurs fourches du diable

Un Gençanaïre ou Gentianaire désigne en occitan une personne qui récolte la gentiane.

## Lieu de récolte
Cette récolte est réalisée essentiellement dans le Massif central. À l'aide d'une fourche spéciale appelée "fourche du diable", ils peuvent extraire plus de 200 kg de racines par jour. C'est un travail pénible qui s'effectue de mai à octobre.

## Festivités

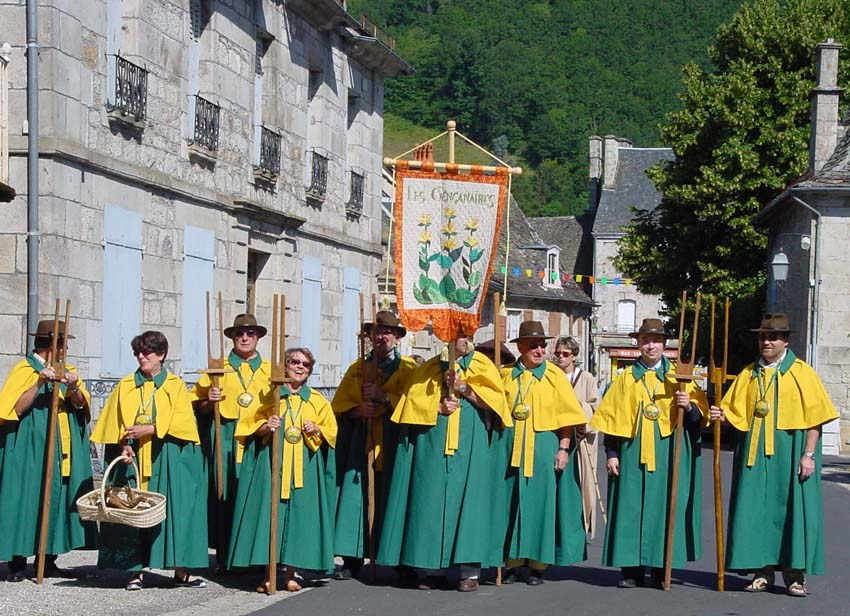
Confrérie des Gençanaires

### Confrérie des Gençanaïres
La Confrérie des Gençanaïres est l'une des plus jeunes confréries du Cantal et de l'Auvergne. Elle a été fondée en juillet 1998 sous l'impulsion des organisateurs de la Fête de la Gentiane 1998 et du Cercle Européen d'Étude de la gentiane jaune et des Gentianacées.

### Fêtes de la gentiane
La gentiane est célébrée, dans le Cantal, en juillet lors de "la fête de la gentiane" à Riom-ès-Montagnes,
et également les 14 et 15 août dans le Puy-de-Dôme, à Picherande, village qui détient depuis 2010 le label « Village Européen de la Gentiane ».
Une autre fête, organisée aux Breuleux dans les Franches-Montagnes (Jura/Suisse), est célèbre. Initiée en 2011, elle est reconduite chaque année,.